# Sam Lichtenhein
Samuel Edward Lichtenhein (né le 24 octobre 1870 à Chicago dans l'Illinois aux États-Unis – 21 juin 1936 à Montréal, au Québec, au Canada) est un homme d'affaires de sport d'Amérique du Nord. Il est un des propriétaires et présidents de l'équipe de hockey sur glace des Wanderers de Montréal dans l'Association nationale de hockey puis de la Ligue nationale de hockey. Il est également le propriétaire de l'équipe de baseball des Royaux de Montréal.

## Biographie
Lichtenhein est né à Chicago en 1870. En 1871, le Grand incendie de Chicago ravage la ville dont le commerce de ses parents qui décident de se réfugier à Montréal (Canada). 